# Штайнсель (комуна)
Штайнсель (люксемб. Steesel, фр. Steinsel, нім. Steinsel) — комуна Люксембургу. Входить до складу кантону Люксембург в окрузі Люксембург.

## Географія
Площа території комуни становить 21,81 км² (45-е місце за цим показником серед 116 комун Люксембургу).
Висота найвищої точки комуни над рівнем моря становить 373 метрів (84-е місце за цим показником серед комун країни), найнижчої — 241 метрів (55-е місце).

## Демографія
Станом на 2011 рік на території комуни мешкало 4 754 ос.
Динаміка чисельності населення:

## Адміністративний поділ
До складу комуни входять такі поселення:
| Поселення  | Населення за даними переписів: | Населення за даними переписів: | Населення за даними переписів: |
| Поселення  | на 31.03.1981                  | на 01.03.1991                  | на 15.02.2001                  |
| ---------- | ------------------------------ | ------------------------------ | ------------------------------ |
| Хайсдорф   | 814                            | 852                            | 1 553                          |
| Муллендорф | 594                            | 819                            | 1 005                          |
| Штайнсель  | 1 011                          | 1 850                          | 1 844                          |